# Отдача от образования
Отдача от образования — это зависимость между изменением уровня образованности индивида и последующим уровнем его заработной платы. Отдачу от образования можно рассматривать как прирост ценности работника на рынке труда в зависимости от пройденной им ступени образования. Среди экономистов существует убеждение в отношении того, что образование является одним из ключевых факторов, положительно влияющих на доходы людей.

## Инвестиции в человеческий капитал
Согласно теории человеческого капитала образование — это инвестиция, которая увеличивает навыки и производительность отдельных лиц. Таким образом, люди получают более высокую заработную плату на рынке труда, становятся более компетентными в глазах работодателей и увеличивают доходы.
Образование выступает одним из важнейших факторов формирования человеческого капитала, который, в свою очередь, является интенсивным фактором экономики знаний.
Таким образом, как и любое другое инвестиционное решение, инвестиции в человеческий капитал через образование влекут за собой расходы, которые покрываются в краткосрочном периоде с тем, чтобы в долгосрочном периоде получить от этого бо́льшие выгоды.

### Личная и общественная отдача от образования
Отдачу от образования можно разделять на личную (частную) и общественную (социальную). Личная отдача от образования связана с увеличением доходов от дополнительного года образования для индивида, который принимает решение об инвестициях в собственное образование. Социальная отдача от образования влияет на увеличение национального дохода в результате того же года обучения Зачастую социальная отдача от образования обеспечивает основу для государственных программ, таких, как стипендии и кредиты на образование, направленные на повышение уровня образования отдельных лиц.

### Ожидаемая и итоговая отдача от образования
Ожидаемая отдача от образования связана с ожидаемым изменением дохода индивида, который принимает решение о дополнительной ступени образования. Итоговая отдача — та, которую в действительности получил индивид.

## Принятие решений в сфере образования
Зачем изучать последствия от принятия решений в сфере образования? Вопрос о том, является ли отдача от образования достаточно высокой, чтобы оправдать расходы на дополнительное образование, является важным вопросом не только для индивидов, но и для органов государственной политики. Существует вероятность, что государственная политика может улучшить экономическое благосостояние бедных слоев населения путем субсидирования их образования, предоставления ссуд студентам колледжа и введения минимальных требований для старта обучения.
Особенно важным представляется понимание, отдача от какой ступени образования является самой эффективной, как на будущие доходы индивида влияет воспитание родителей, собственные предпочтения, школьное образование, высшее и дополнительное образование. Для подобных исследований было написано много моделей, одна из них — модель последовательных решений на протяжении жизни.

## Количественная оценка
Типичный метод количественной оценки отдачи от образования возможна только при наличии данных о доходах и уровнях образования групп людей, а также оценок процентного изменения доходов, связанного с дополнительным годом образования. По этому принципу работает модель, представляющая заработную плату как функцию от пройденного обучения и полученного опыта работы (уравнение Минсера).
Предполагается, что образование увеличивает доходы людей за счет повышения их производительности. Однако существует мнение, что образование может увеличить доходы, даже если это не делает людей более продуктивными, так как в основном оно служит сигналом о квалификации работников для потенциальных работодателей. Работодатели, особенно в ситуациях, когда они не могут легко наблюдать за способностями или производительностью работников, могут полагаться на образование в качестве сигнального устройства при принятии решений о найме.
Сложность количественной оценки отдачи от образования заключается и в большом количестве неявных переменных, например, уровень способностей. При оценке отдачи от образования важно скорректировать все различия в индивидуальных характеристиках данных, таких, как способность, раса, этническая принадлежность, пол и возраст и измерить влияние неявных переменных. В противном случае такое исследование приведет к смещению оценки отдачи от образования.